# Simon Brehm
Simon Brehm (31 de dezembro de 1921 - 11 de fevereiro de 1967) foi um contrabaixista sueco e, mais tarde na vida, um produtor musical e proprietário da Karussell Records. Ele foi o gerente da cantora Lill-Babs e o líder da orquestra que tocou no programa Hylands hörna de 1962.

## Discografia
Com Quincy Jones

- Jazz Abroad (EmArcy Records, 1955)
- Quincy's Home Again (Metronome Records, 1958)